# لیندی همینگ

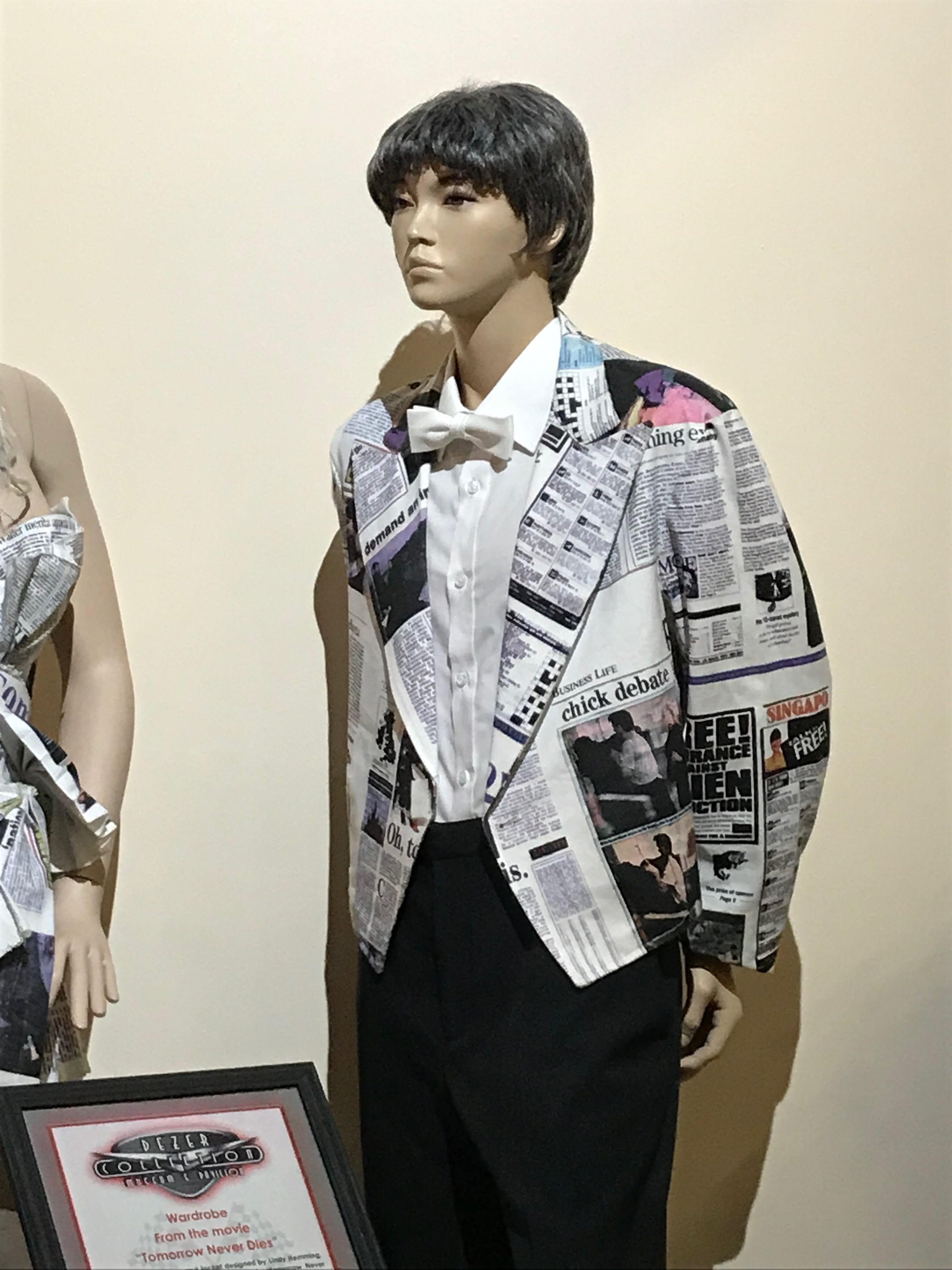
یکی از طراحی های مدرن انجام شده به دست لیندی همینگ.

لیندی همینگ (انگلیسی: Lindy Hemming؛ زادهٔ ۲۱ اوت ۱۹۴۸) یک طراح صحنه و لباس اهل بریتانیا است. 